# Abû Zakariyâ' Yahyâ (Hafsides)
Vous pouvez aider à l'améliorer ou bien discuter des problèmes sur sa page de discussion.
- Certaines informations devraient être mieux reliées aux sources mentionnées dans la bibliographie ou les liens externes. Améliorez sa vérifiabilité en les associant par des références. (Marqué depuis février 2025)
- Les conventions bibliographiques ne sont pas respectées. La bibliographie et les liens externes sont à corriger. (Marqué depuis février 2025)

Yahya III, ou Abu Zakariya Yahya III (mort en 1489), est le vingt-deuxième dirigeant de l’État hafside d’Ifriqiya entre 1488 et 1489, et le vingt et unième calife hafside.

## Biographie

### Accession au pouvoir
Yahya III succède à son grand-père Abu Umar Uthman en 1488, son propre père étant décédé avant celui-ci (selon une source non précisée, 656 jours auparavant[réf. souhaitée]). À cette époque, l’État hafside est en proie à une forte instabilité politique.

### Répression et climat d’anarchie
Le nouveau calife tente d’affirmer son autorité avec fermeté, voire avec cruauté, en réprimant les révoltes provinciales et en éliminant ceux qu’il considère comme des éléments subversifs. Toutefois, cette politique autoritaire se heurte rapidement à de nouvelles tensions internes.

### Assassinat
Quelques mois après son accession, Yahya III est assassiné par son cousin Abd al-Mumin ibn Ibrahim, en 1489. Ce meurtre accentue le climat de chaos dans le royaume hafside.